# バット (北斗の拳)
バットは、漫画『北斗の拳』に登場する架空の人物。

## 来歴
元々は孤児で、トヨという老婆に拾われ息子のように育てられていた少年。他にも多くの幼い子供がいたため、自ら口減らしのために出奔。コソ泥で生計を立てていた矢先、リンの村でリンやケンシロウと出会い、ジードを苦もなく倒した実力から「ついて行けば食いっぱぐれがない」という利己的な理由からケンシロウに同行。しかし、紆余曲折を経て次第に彼を兄のように慕っていく。リンとは行動を共にするうちに密かに彼女に恋心を抱く。
第二部からは鍛え上げられた体躯をもつ精悍な青年に成長。リンと共に「北斗の軍」の若きリーダーとして活躍し、天帝軍を擁する中央帝都総督・ジャコウの独裁に反旗を翻す中、ケンシロウと再会した。北斗の軍での戦いとリンを守るための行動で首の部分を初め、身体には無数の傷が付いており、再会したケンシロウからは「男の顔になった」と評された。天帝軍との決戦後は、ラオウとジュウザ、ケンシロウ以外にその背を許さなかった黒王号に乗り、ケンシロウとリンを追って修羅の国の奥深くに潜入するという人並外れた勇気と胆力も発揮。カイオウに囚われ、最初に見たものを愛する「死環白」を突かれたリンを、幼い頃からの彼女の思いを叶えるためにケンシロウと結びつけようとするものの逆に託される。
その結果、自らを愛するようになったリンと、しばらくは幸せな時間を過ごしていたが、リンを心から愛するあまりその幸せを放棄、結婚式の途中でリンの秘孔を突いて記憶を消し去る。
原作終章でリンを連れて、彼女が長年恋い焦れていたケンシロウのことを思い出させるために旅をするが、そこへ記憶を失ったケンシロウが現れ、二人の幸せを願って置き去りにする。こうして自身はケンシロウの身代わりとなって、ケンシロウを執拗に狙う悪党・ボルゲと対決。逆に捕われ、肉体を電動ドリルで抉られるなどの凄絶な拷問を受けて瀕死の重体となるも、残る力で記憶の戻ったケンシロウと共にボルゲを倒す。
ケンシロウに「おまえはオレにとって弟だ!」「おまえは、すばらしい男だった!」と最大限の賛辞を送られた。ケンシロウとリン、マミヤに看取られたと思われたが、ケンシロウが突いた秘孔によって奇跡的に蘇生し、その愛に応えたリンと結ばれた。

## 人物像
- 少年期は歳の割に世間擦れした印象で、調子に乗りやすい面が描かれることも多かった。当初は薄情な一面が顕著で無償で人助けをするケンシロウに疑問を感じていたが、相次ぐ人々の死やケンシロウとリンの優しさにより心情が変化していき、微力ながらケンシロウの力になりたいと思うようになる。慌て者で早とちりも多いが、ケンシロウを実の兄のように慕い、またケンシロウもひねくれた態度の裏に隠した心根の優しさを察し、彼を弟のように思っている。
- 「お調子者でそそっかしい」性分は成長後もあまり変わっていなかったようで、アインを陥れ仲間に引き入れる際にその能力を発揮している。リンはバットのこの性分をかなり心配していたらしく、バットが行方をくらませた際にケンシロウに相談しているが、バットを信頼していたケンシロウは全く意に介さなかった。
- ジャッカルの部下を「砂漠に捨ててこい」と命じられたり、トヨの村を去る際にケンシロウから同行を許されたりするなど、ケンシロウから一応の信頼は得ていた。ラオウとの決戦ではリンとともに立会人を務めた。第二章では再会したケンシロウから「男の顔になったな」とその成長を称えられている。
- 身のこなしの素早さをいかした体術で、アインと2人だけで群都の砦を陥落させたこともあったが、この運動神経の良さは少年期でも描かれている。修羅の国でリンを助ける際、不意打ちとはいえ修羅を素手で一撃のもとに倒している。また、ケンシロウになりすましてボルゲと戦う前には、七つの傷を付けるため強い指突で身体を突刺し、戦いにおいてはボルゲの体を手刀で貫こうとする所作があり、拳法の断片的な部分は会得をしている。だがそのボルゲに手も足も出ずに敗れるなど、彼自身の戦闘力はそれほど高くはない。しかし「北斗の軍」のリーダーとしての指導力・組織力は多大なものがある。
- アニメ版オリジナルの設定では、自称「メカの天才」で、機械の修理関連で手腕を発揮するエピソードが描かれた。彼があちこちからスクラップを拾い集めて自作したバギーは、この時代では希有な高性能車となっており[3]、第2話からケンシロウたちの足として重宝されていたが、第86話にて拳王軍のモーガンの手によって爆破された。なお基本的に運転はバットだが、第3話ではケンシロウが、また第8話ではリンが運転する場面もあった。他にもハーモニカを得意とし同年代の少年とも意気投合する気さくさは天性のものである。また、悪党を相手にケンシロウの秘孔をつくマネをして「お前は既に死んでいる」と言ってみたりするなどコミカルな面も描かれていたほか、敵の目を欺くためとはいえ92話では女装させられるなど、作中におけるコメディリリーフ的な役割も担っていた。
- 親代わりのトヨに対しては、少年期は気恥ずかしさもあったようで、ケンシロウに促された場合を除いて「お母さん」と呼ぶことはなく[4]、ケンシロウがジャッカル一味を全滅させた際も「ばあさんの仇」と発言している。青年期以降はこの点について一定の整理ができていたらしく、ボルゲから拷問を受けた際の回想では「唯一母と呼べる人」と素直に評価していた。

## キャスト
声優
- 一龍斎貞友（テレビ第1作、86年劇場版、実写映画版吹き替えPS版ゲーム）
- 難波圭一（テレビ第2作）
- 恒松あゆみ（格闘ゲーム）
- 浪川大輔（新劇場版、北斗の拳 LEGENDS ReVIVE）
- 庄司宇芽香（北斗無双・少年期）
- 岸尾だいすけ（真・北斗無双）
- 篁莎耶（DD北斗之拳）
- 森嶋秀太（DD北斗の拳）
- 山下大輝（北斗の拳 イチゴ味、北斗の拳 -FIST OF THE NORTH STAR-）
- 宮坂俊蔵（北斗が如く）
- 榎木淳弥（Fit Boxing 北斗の拳 〜お前はもう痩せている〜）

俳優
- ダンテ・バスコ（実写映画版）

## その他
- 1995年発売のテレビゲーム『北斗の拳』は、リンとの結婚式の場面からはじまる。
- 少年期においては頭にゴーグルをつけており右眼がほぼ常時前髪で隠されていたが、青年期はゴーグルをつけておらず、右眼も隠していない。なおゴーグルは砂漠の砂嵐などで視界が妨げられるような場面で主に使用していた。
- 1986年の劇場版『北斗の拳』ではリンの住む村で暮らしていた。
- 劇場版『真救世主伝説 北斗の拳』では聖帝軍相手に剣を手にする姿も見せた（戦闘シーンは描かれなかったので、実際に戦ったかどうかは不明）。
- 『北斗の拳』の連載35周年を記念して行われた人気投票「北斗の拳 国民総選挙」では、第17位にランクインしている。